# Jaworiwci
Jaworiwci (ukr. Яворівці) – wieś na Ukrainie, w obwodzie chmielnickim, w rejonie chmielnickim, w hromadzie Krasiłów. W 2001 liczyła 660 mieszkańców, wśród których 654 wskazało jako ojczysty język ukraiński, 5 rosyjski, a 1 białoruski.